# Эгр (кантон)
Эгр (фр. Aigre) — кантон во Франции, находится в регионе Пуату — Шаранта, департамент Шаранта. Входит в состав округа Конфолан.
Код INSEE кантона — 1601. Всего в кантон Эгр входят 15 коммун, из них главной коммуной является Эгр.
Население кантона на 2007 год составляло 4 819 человек.
Коммуны кантона:
- Барбезьер
- Бессе
- Вердий
- Вильжезю
- Ле-Гур
- Линье
- Люсо
- Орадур
- Ранвиль-Брёйо
- Сен-Френь
- Тюссон
- Фукёр
- Шарме
- Эбреон
- Эгр